# گذرنامه سوری

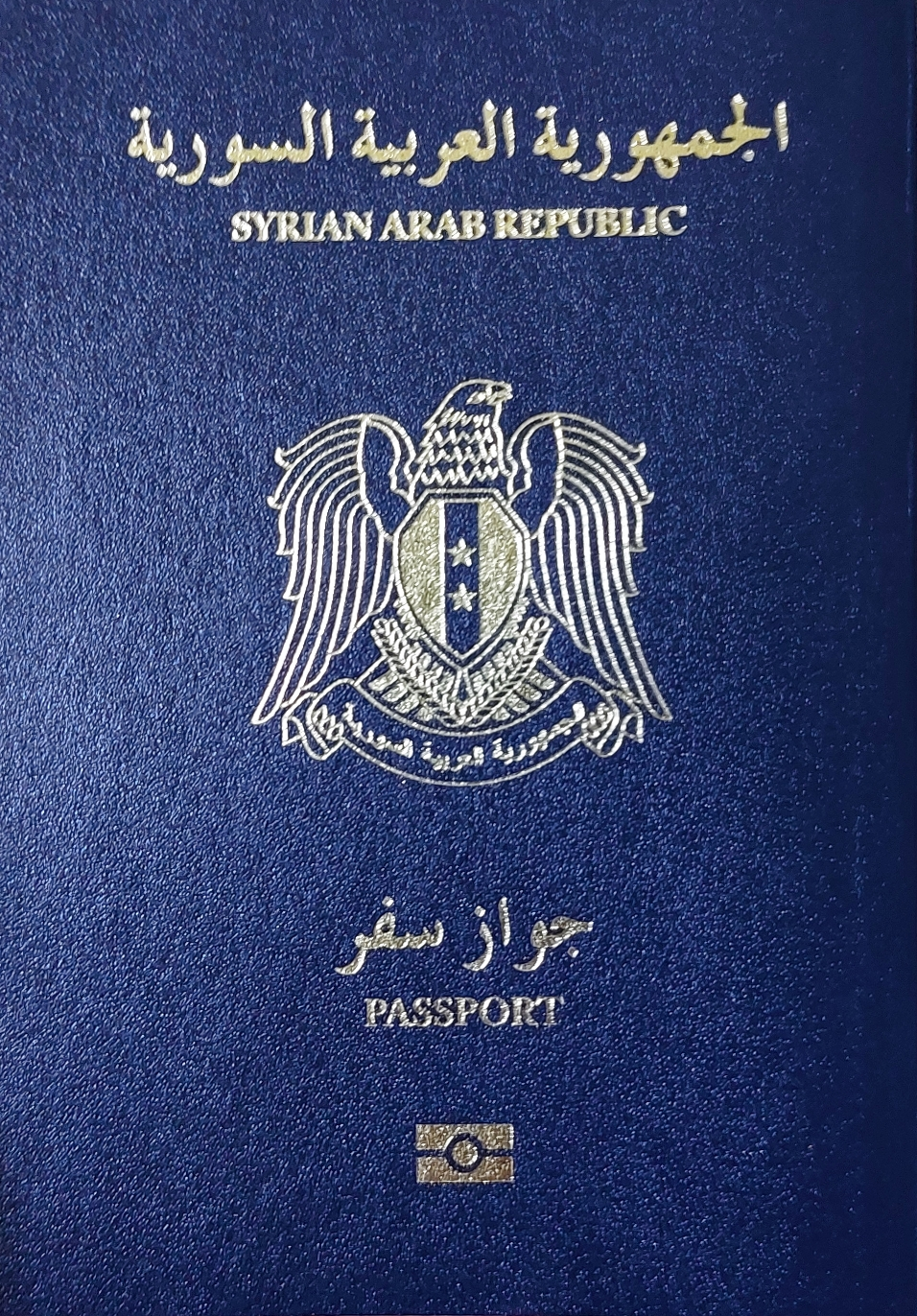
گذرنامهٔ بیومتریک سوری، صادر شده از سال ۲۰۲۳

گذرنامهٔ سوری یک مدرک سفر بین‌المللی است که توسط کشور سوریه صادر می‌شود و بنا بر داده‌های سال ۲۰۲۳، دارندگان آن می‌توانستند به ۳۰ کشور دیگر بدون دریافت ویزا سفر کنند یا ویزا را در بدو ورود دریافت نمایند. این گذرنامه بر اساس رتبه‌بندی شاخص گذرنامهٔ هنلی در سال ۲۰۲۳ در رتبهٔ ۱۰۹ قرار داشت.